# Семья Сорокиных
Семья Сорокиных — самая большая приёмная семья в России, принявшая и воспитавшая более 85 приёмных детей. Проживает в Ростовской области, посёлке Рассвет Аксайского района, часть семьи — в г. Аксай Ростовской области. Приёмные родители — супруги Сорокина Татьяна Васильевна (16.07.1951 - н. в.) и Сорокин Михаил Васильевич (24.04.1948 — 03.05.2013)  — вместе воспитали 76 детей, из которых только двое родные, остальные приёмные: дети-сироты и дети, оставшиеся без попечения родителей, из неблагополучных семей .—Большинство из них инвалиды (ослабленное зрение, уродства лица, умственная отсталость, ДЦП, олигофрения, ЗПРР, патологии мочеполовой системы, желудочно-кишечного тракта, опорно двигательного аппарата и др.).

## История семьи
Супруги Сорокины познакомились в 1968 году в Махачкале, там же они зарегистрировали брак. 15 июля 1970 года у них родилась дочь. Работали супруги на пенькозаводе. В 1973 году они поступили в «Вышневолоцкий текстильный техникум Министерства народного хозяйства». 23 января 1974 года у них родился сын, но в 1976-м мальчик заболел, его здоровье сильно ухудшилось и из-за врачебной ошибки он стал инвалидом.
В августе 1974 года супруги Сорокины поехали на строительство «Атоммаша» в Волгодонск, остановившись в Цимлянске. Первый приёмный ребёнок у Сорокиных появился там же, 2 июля 1975 года: соседка по общежитию их попросила присмотреть за дочкой 1 года и 10 месяцев, пока сама не обустроит свою жизнь. Мать вернулась через 5 лет и лишь для того, чтобы сдать девочку в детдом. Сорокины узнали, где он находится и забрали девочку к себе.
По окончании временной работы на гидроузле, Татьяну Васильевну перевели на работу в Цимлянский райисполком и там семье выделили небольшое жилье в старом бараке. За это время супруги окончили второй курс текстильного техникума и перевелись на 3 курс в Новочеркасский строительный техникум Минтяжстроя СССР, который оба закончили с отличием в 1978 году. На 4 курсе у Сорокиных прибавился грудной ребёнок, мать которого около года находилась в больнице. В июне 1977 года в семье появилось ещё двое детей.
По окончании учёбы Татьяну Васильевну пригласили опять на Цимлянский гидроузел, но уже на постоянную работу — инженером ЖКХ в поселок Энергетиков. Михаил Васильевич работал там же, но уже мастером. Сорокиным выделили жилье в поселке гидроузла. Но ранее это была баня, долго Сорокины в таких условиях прожить не смогли, начали болеть дети, поэтому в январе 1981 года они уехали из Цимлянска в Ярославскую область. Жили в поселке и содержали дом-музей Валентины Терешковой. Из-за болезни сына Сорокины вернулись в Ростовскую область. В посёлке Рассвет их сразу приняли на работу в ДЗНИИСХ, выделили им жильё. За это время с 1981 по 1988 г. у них жило ещё двое детей.
В 1986 г. в Доме ребёнка Сорокиным показали двух 3-летних мальчиков с врожденным уродством лица. Они хотели взять одного, а им предложили на выбор двоих. Сорокины забрали обоих, решив усыновить. В Ростовской области они были первыми, взявшими детей-инвалидов. За 15 лет им на двоих было сделано более 20 челюстно-лицевых операций в 20-й городской больнице Ростова-на-Дону Натальей Васильевной Новосядлой — ведущим челюстно-лицевым хирургом больницы — и в Москве, по ходатайству Ростовского отделения Советского Детского фонда имени В. И. Ленина (сейчас — Российский Детский Фонд) и лично Альберта Анатольевича Лиханова. Одному из детей Татьяна Васильевна давала кровь во время операции.
В декабре родная дочь Сорокиных привела в семью 17-летнего парня, ушедшего от неблагополучных родителей. Через год они сыграли свадьбу.
В апреле 1987 г. Сорокины усыновили двух детей, которым на день усыновления только исполнилось 4 года. Их матери оставили по причине наличия диагноза расщепления нёба и верхней губы.
Когда был достроен дом в посёлке, супруги Сорокины решили усыновить ещё 2-3 малышей. Своих больше не рожали, так как после болезни сына в 2-летнем возрасте, все силы отдали ему, а заводить своих детей под 40 лет считали уже поздно.
В ноябре 1988 г. после землетрясения в Армении, Сорокины направили в правительство письмо с предложением усыновить двух-трех детей. Поехали уже со всеми необходимыми документами в Советский Детский фонд им. Ленина, как оказалось — первыми. Там, узнав, что у Сорокиных уже есть 5 детей, а трое из них усыновлены и живут в семье, разрешили им взять пятерых детей, на что Сорокины ответили, что столько обеспечить не смогут материально. Тогда им рассказали, что в области создаются семейные детские дома, когда детей не усыновляют, а берут под опеку, так как в детских домах, переполненных детьми, фактически нет сирот. А помогать им будут материально на всех пятерых, так что, не в ущерб своим детям, они смогут воспитать ещё пятерых. Сорокины согласились. Им стали по детским домам отбирать тех детей, которые хотят попасть в семью. До вселения в новый дом Сорокиным осталось 4 месяца и им предложили прежде дождаться окончания строительства.
В конце января Сорокины поехали в ОблОНО, где уже был получен список опрошенных детей. В нём было 12 человек, Сорокины решили забрать всех.
Первыми в списке стояли три девочки-сестрёнки из интерната села Первомайское, Кашарского р-на, Ростовской области. У всех трёх девочек было радиоактивное облучение, они стояли на учёте в областной онкологической больнице.
Следующими в списке в приёмную семью были два брата из Таганрогского детдома. Там с Сорокиными должны были уехать ещё четверо детей, но они в это время все находились по разным больницам на обследовании. По списку у Сорокиных уже набралось 5 детей — минимум, который нужно было набрать, чтобы уже существовал семейный детский дом. Разрешение ОблОНО было только ещё на 2 детей, поэтому Сорокины поехали за разрешением ещё на 4, ведь в семейном детском доме по Положению должно быть от 5 до 10 детей.
1 февраля 1989 года семья Сорокиных стала одной из первых в СССР, кто получил статус семейного детского дома, и первой в Ростовской области. На этот момент у Сорокиных воспитывалось уже 13 детей (2-е родных и пятеро усыновленных, а шестеро — приёмные, но без оформления, на личном содержании). Статус СДД Сорокины имели до 1998 года. После переименованы в приемную семью.
6 марта 1989 года Сорокины взяли девочку из 10-го детдома в Ростове.
Тогда же Сорокины получили письмо от Натальи Васильевны Новосядлой, с просьбой взять 7-месячного малыша с двухсторонним расщеплением губы и нёба , так как таких детей они уже воспитывали. Из-за дефектов речи ему поставили диагноз ЗПРР. Также ребёнок, по словам врачей, не мог в будущем ходить. Но в итоге он ходит, прошёл через 8 челюстно-лицевых операций и снял с себя несколько тяжёлых диагнозов. Причём Наталья Васильевна Новосядлая проводила Сорокиным все операции совершенно бесплатно.
После этого Татьяна Васильевна поехала в Таганрог в 5-й детдом за двумя детьми. Там же решила взять ещё троих детей. Оказалось, что у этих троих есть брат, который был в доме ребёнка. Татьяна Васильевна хотела его забрать, но ей не разрешили, так как не хватало документов.
А 26 мая этого же года Татьяна Васильевна вновь поехала за ребёнком из Таганрогского дома ребёнка, которого ей не разрешили взять. Ей снова отказали. Но заведующая поспешно уехала в ГорОНО и персонал подумал, что она дала разрешение, так как документы были на руках у заведующей, и Татьяне Васильевне отдали ребёнка.
В июле этого же года Сорокиным впервые за полгода власти оказали поддержку на содержание детей. Тогда Сорокины решили познакомить детей с дедушкой и бабушкой. Перелёт предстоял через Москву. В это же время Ростовское отделение Советского Детского Фонда им. Ленина сообщило А. А. Лиханову о том, что Сорокины летят в Москву. Представители РДФ встретили семью в аэропорту и подарили сертификат магазина на одежду детям. Также СДФ полностью обеспечил их транспортом и пригласил к себе. Там Сорокины впервые лично встретились с Альбертом Анатольевичем Лихановым.
Семья тогда всё ещё жила с 17 детьми в трёхкомнатной квартире. О том, что местные власти заморозили строительство дома из-за того, что супруги привезли 12 детдомовских детей, Сорокины пожаловались Альберту Анатольевичу, который добился того, что строительство возобновили, и даже предлагал купить Сорокиным дом за свой счёт, но они отказались, так как у них и так имелись все документы на него. И уже в январе 1990 года Сорокины вошли в свой новый дом. А 16 апреля А. А. Лиханов приехал поздравить Сорокиных с новосельем.
Тогда же Сорокины забрали из Таганрогского детдома ещё одного мальчика — друга старших приёмных сыновей Сорокиных. А в декабре этого же года Сорокины, узнав, что у него есть брат, тоже забрали и его в семью.
После переезда Сорокиных слух о них распространился по округе и всей России. Сироты, прослышав о них, сами стали приезжать в поселок Рассвет.
И в этом же 1989 году Сорокиным написала одна женщина из Украины. Она не могла справиться с сыном и отправила ребёнка к ним, он прожил у них полгода.
В сентябре 1990-го Сорокины получили письмо от учителя-воспитателя вспомогательной школы-интернат посёлка Мис Тверской области, который, прочитав о Сорокиных в газете, не поверил написанному о них: «Не верю, не бывает таких семей!». И тогда Сорокины пригласили его к себе. В октябре он приехал на неделю в гости. А в декабре на каникулы привёз свой класс, насчитывающий 17 детей и оставшийся до конца января. В конце мая пятеро из них, закончив интернат, вернулись к Сорокиным, так как им некуда было идти, и стали приемными детьми. В том же декабре 1990 года к Сорокиным приехал 15-летний мальчик из Пскова. Родители бросили его в роддоме из-за патологии.
В 1993 году Сорокины по просьбе приютили двоих детей. Стало 25. Но старшие дети уже начали отделяться в свои семьи.
В марте 1995 года органы опеки предложили Сорокиным взять на время четырёх детей, у которых умерла мать, а отец сильно запил, до того, пока их не оформят в детдом. В семью приняли сразу всех. Дети не захотели расставаться с новой семьёй и остались у Сорокиных.
В июле 1995 г. Сорокины отдыхали в Цимлянске и оттуда привезли ещё троих детей, живших при районной больнице.
А 1-го июля на учёбу из Хакасии к Сорокиным приехала 15-летняя девочка, узнавшая о семье Сорокиных из газет. Они устроили её в Новочеркасский пищевой техникум. Через 4 года, окончив учёбу и выйдя замуж, она уехала домой.
В конце августа 1996-го Сорокины по просьбе взяли в семью семилетнего ребёнка, которого оформляли в детдом, а позже по просьбе органов опеки ещё двоих детей с хутора Большой Лог.
Больше Сорокиным детей не давали, так как в 1998 году вышел закон о приёмных семьях, ограничивающий количество детей в семье.
Семья снова пополнилась лишь в январе 2004 года, когда из детдома Сорокины забрали 6-летнего мальчика, мать которого, инвалид по ДЦП, и бабушка — алкоголики.
В этом же году Сорокины взяли троих братьев из детдома.

17 мая 2005 года Татьяна Васильевна была в Зернограде, где в детском отделении районной больницы лежали трое отказных младенцев. Татьяна Васильевна попросила отдать ей девочку, но инспектор опеки ответила, что на девочку уже есть усыновители и предложила взять мальчиков-двойняшек. Тогда Татьяна Васильевна сказала инспектору, что если ей отдадут девочку, то она и мальчиков заберёт.
«… Медсестра малыша чуть из рук не упустила. Не поверила. Мы поехали домой, а я не выдержала и мужу звоню. Он на рыбалке был. Спрашиваю издалека: «Миша, ты там рыбы наловил?» — Он отвечает, что лов плохой, всего парочку мелочи поймал и всё. Ну а я ему выдала, что у меня лов отличный. Я таких трёх «рыбят» поймала, на 10 кг общим весом. Ну, муж мой догадливый был. Он сразу понял, о чём я говорю.» «Тебе собственным здоровьем заняться некогда, соседи клюют, мол, на детских пособиях богатеем», - пытался он спорить с женой. «Здоровье у меня ещё ничего, а что касается соседей, я им сколько раз предлагала: возьмите сирот из детдома — разбогатеете и вы. Не берут же!» - парировала Татьяна Васильевна. «3 дня со мной не разговаривал, жалел меня, ведь это так трудно — три младенца сразу и ни от кого никакой помощи. Но я ведь тоже своего мужа знаю. Я пообещала ему разрешать ездить на рыбалку когда хочет и на сколько хочет. И он сдался… 25 мая мы забрали всех троих»
«Авторадио Ростова-на-Дону» совместно с Управлением ГИБДД ГУВД по РО в канун Международного дня защиты детей воплотили в жизнь социальный проект «Поможем детям!». В течение двух недель ведущие популярных программ «Авторадио» призывали ростовчан собирать детям из семейных детских домов вещи, игрушки, книги, учебники. В рамках проекта сотрудники «Авторадио Ростова-на-Дону» и УГИБДД по РО привезли подарки, разделив их между Сорокиными и ещё пятью приёмными семьями.
Узнав об усыновлении младенцев, начальник отдела пропаганды РоУГИБДД Давыдова Галина Егоровна приехала к Сорокиным с гостинцами. Они попросили её помочь с кроватями и постельным бельём, она нашла спонсоров и привезла к Сорокиным 5 двухъярусных деревянных кроватей и 20 комплектов постельного белья. А в апреле 2006 г. приехала с работниками ГИБДД, чтобы посадить Сорокиным деревья. Устроили субботник. Сорокины купили стройматериалы, а Галина Егоровна обеспечила их перевозку, а потом ещё песок детям в песочницу привезла бесплатно. И даже бесплатно обеспечивала вывоз всей семьи Сорокиных на море в ведомственный лагерь на полный пансион. Галина Егоровна и сейчас дарит подарки детям Сорокиных.
В феврале 2006 года к Сорокиным приехала корреспондент газеты «Труд» написать о троих взятых младенцах. Она сказала Сорокиным, что после её статьи у них появятся спонсоры. Но вместо них в марте Сорокиным позвонили из администрации Куйбышевского р-на Ростовской области и попросили взять ещё пятерых детей, оставленных родной матерью 18 января под дверями районной больницы. Детей Сорокины взяли.
На момент принятия Федерального закона об опеке и попечительстве от 24 апреля 2009 года № 48 у Сорокиных было 13 детей. Поэтому им долгое время не позволяли взять ещё детей.
Но в декабре 2014 года Сорокины приняли трёхлетнего мальчика с поражением ЦНС, его не могли пристроить ни в одну приёмную семью.
В июле 2015 года Татьяну Васильевну попросили принять в семью ещё одну девочку 14-ти лет, которую органы опеки также совсем не могли никуда пристроить.
А в октябре этого года Татьяна Васильевна приняла, также по просьбе органов опеки, ещё одного ребёнка.

## Сорокина (Иевлева) Татьяна Васильевна
Родилась 16 июля 1951 года

### Родители
Отец — Иевлев Василий Алексеевич (23.03.1923-11.02.2005) — родился в Архангельске, участник Великой Отечественной войны, инвалид 2-й группы. Всю жизнь проработал маляром-альфрейщиком («рисовал» квартиры). После смерти жены жил у Сорокиных.
Мать — Иевлева (Глинская) Надежда Павловна (14.09.1929-05.07.1992) — в 1948 году вышла замуж за Иевлева В. А. Всю жизнь проработала вместе с мужем и родила 6-х детей.

### Детство и юность
Татьяна Васильевна родилась в городе Сталинири (сейчас Цхинвали) Грузинской ССР в семье, где было шестеро детей (стало пятеро, так как один ребёнок умер в 6-месячном возрасте от полиомиелита). Она была вторым ребёнком. Семья каждый год переезжала из города в город. Чтобы Таню не «украли» замуж раньше времени, родители отправили заканчивать 10 класс в Новочеркасск, где в станице Кривянской жила папина сестра Иевлева Надежда Алексеевна со своей семьей. У них Таня прожила полгода и закончила 10 класс в поселке Донском, школе № 23. В это время родители переехали в город Махачкалу, куда после получения аттестата о среднем образовании, уехала и Таня.

### Родственники
Прадед — Иевлев Василий Павлович. Родился в дер. Коркинской Верховажского р-на Вологодской обл. (ранее отн. к Архангельской обл.)
Дед — Иевлев Алексей Васильевич (22.11.1894 — **.02.2005)[99] — воевал в гражданскую и Великую Отечественную войну.
Бабушка — Глинская ?.?. — была из семьи помещиков Глинских. Во время революции получила контузию. В 30-е годы работала домработницей в богатом доме и от хозяина родила дочь.
Тётушка Татьяны Васильевны — Валентина Григорьевна Павленко (Иевлева) актриса, прошла ГУЛАГ.
Первым ребёнком в семье была дочь Галина — 1949 г. р. с рождения умственно отсталая. Жила во Владимирской области.
Третьим ребёнком был Саша — 1953 г.р., который умер.
4-м — сестра Вера Васильевна Болдырева — 1954 г.р., которая сейчас тоже имеет приёмную семью. Всего воспитано 34 ребёнка, многие из которых — инвалиды. Сейчас воспитывается 9 детей, из которых шестеро инвалидов. В 1973 году Вера Васильевна уехала вместе со своим мужем на Дальний восток, там у них родилась дочка. Ребёнок родился очень слабый, восьмимесячный, у матери были осложнения после родов. По словам Веры Васильевны, она не хотела расстраивать маму, и поэтому написала своей сестре Татьяне. Не прошло и недели, как пришёл ответ: деньги и записка: «Бросай всё, забирай дочку и приезжай. Мы купили себе дом, места вам тоже найдём.» — так она оказалась в Ростовской области. Но осложнения бесследно не прошли, кормить ребёнка грудью она не могла, и сестра Татьяна грудью выкормила её дочь, вместе с тем кормя своего родного сына.

5 — в 1963 г. родился брат Валерий, который стал «первым ребёнком» Татьяны Васильевны. Мама работала с утра, а она училась во 2 смене с 2-х часов.
«…Мама утром уходила на работу, а я была няней — кормила, пеленала, мыла, возила в поликлинику на приём к врачу и меня называли маленькой мамочкой. А в 2 часа я ложила его спать и сама шла в школу. Мама работала раньше по 6-дневке, до 4 часов, но ей давали час на кормление и час без обеда. Она работала до 2-х и бежала домой мне на замену. Вот так мы с ней вдвоем и вырастили Валерия. Поэтому он всегда (и до сих пор) привязан ко мне.»
6-м была Елена Степанова (род. в 1971 году). Двое детей. Она живёт в поселке Вольгинском Петушинского района Владимирской области (101-й км от Москвы). У неё две взрослые дочки и одна внучка.

### Награды и премии
Премия Президента Российской Федерации в области образования (за 2003 год) (2005 г) — за разработку авторской системы адаптации детей, оказавшихся без опеки взрослых, научно-практической разработки «Внедрение инновационной социальной технологии „Семейный детский дом“ („Детский дом семейного типа“)»
Премия Н. А. Островского (2006 г) — за большие заслуги в деле воспитания детей-сирот.
Премия «Золотое сердце» (2007 г) — за служение высшим идеалам, усыновление и воспитание более 60 детей.
Премия «Россиянин года» (2008 г) в области достижений граждан РФ в номинации «Надежда России».
Орден «За заслуги перед Отечеством» II степени (2003 г) — за заслуги в деле воспитания детей-сирот.
«Орден Почёта» (2008 г) — за выдающиеся заслуги в деле воспитания детей и укреплении семейных ценностей.
Звание «Ветеран труда» (2003 г)
Знак «Аксайский район» (2014)

### Факты
В 2015 году Татьяна Васильевна приютила больную мать (умственно отсталую) одного из приёмных детей. Также, по словам Татьяны Васильевны, приют в её семье однажды нашли двое дедушек и одна бабушка, нуждающиеся в опеке.
Татьяна Васильевна многие годы была донором. Она более 40 раз сдавала свою кровь, однако донорского знака не получила, поскольку делала это в разных больницах и в разное время. Только в Цимлянске она сдавала кровь 36 раз, а в Аксае — около 10. Но она получала благодарственные письма от людей, чьи жизни спасла её донорская кровь. И во время одной из операций она отдавала кровь своему приёмному ребёнку.
Татьяна Васильевна является с 1997-года членом правления РДФ и РоРДФ. По её инициативе в РО было создано более 20 СДД, в которых воспитывается более 150 детей.
Татьяна Васильевна находила пару некоторым своим приёмным детям, писала письма в редакцию газеты «Аксинья», так как они были очень больны и сами не могли найти себе пару.
Татьяна Васильевна также устроила личную жизнь своему родному брату. Также через объявление Татьяна Васильевна нашла жену своему родному сыну Василию, тоже инвалида.
Татьяна Васильевна является крёстной мамой всех приёмных детей.

## Сорокин Михаил Васильевич
24.04.1948 — 03.05.2013

### Родители
Отец — Сорокин Василий Максимович — 1910 г.р.. Умер 02.04.1948 г.
Мать — Сорокина (Ненашева) Анна Филипповна — 1915 г. р. Умерла в июне 1960 г.

### Детство и юность
Михаил Васильевич родился в селе Каменское Красноармейского района Саратовской области. После смерти матери никто его не захотел брать к себе, у всех сестер были свои семьи, и поэтому Михаил весной 1960 года сам оформился в Новопокровский детский дом Краснодарского края. После выпуска из детдома в 1965 году 17-летний Михаил получил паспорт и был направлен в Быковское СПТУ Волгоградской области для получения профессии тракторист-машинист широкого профиля.
По окончании СПТУ он остался работать в колхозе трактористом. Работая только за еду в колхозной столовой, жил у одинокого мужика, предлагавшего его усыновить, но перед призывом в армию Миша вернулся в Курганинск Краснодарского края в квартиру, оставшуюся ему после смерти матери. Последний год до службы Михаил подрабатывал внештатным специальным фотокорреспондентом в райкоме комсомола и местной районной газете.
В июне 1967 был призван на военную службу в ВМФ и служил на Каспийской флотилии до мая 1970 года — 3 года вначале в городе Баку, а с начала 1969 года — в Махачкале.

### Родственники
Старшая сестра — Геоня Евгения — 1935 г. р. — 1 ребёнок. всю жизнь прожила в городе Курганинске Краснодарского края.
Средняя сестра — Малофеева Валентина — 1938 г. р. Умерла в 2015 г. Двое детей. Жила в городе Уссурийске Приморского края.
Третья — Аносенко Нина — 1943 г. р. Умерла в 1989 г. Двое детей. Жила в поселке Афипском Северского района Краснодарского края.

### Награды и премии
Орден «За заслуги перед Отечеством» II степени (2003 г) — за заслуги в деле воспитания детей-сирот.
Звание «Ветеран труда» (2003 г)
Премия Н. А. Островского (2006 г) — за большие заслуги в деле воспитания детей-сирот.
«Орден Почёта» (2008 г) — за выдающиеся заслуги в деле воспитания детей и укреплении семейных ценностей.
Премия «Золотое сердце» (2007 г) — за служение высшим идеалам, усыновление и воспитание более 60 детей.
Премия «Россиянин года» (2008 г) в области достижений граждан РФ в номинации «Надежда России».

## Факты

### Сейчас
На июль 2016 года Татьяна Васильевна воспитывает 13 несовершеннолетних детей. Шестеро из них инвалиды. Без материального содержания 6 человек. С ней постоянно живёт ещё 5 взрослых детей
На 01.01.2016
Опекаемых — 1
Приёмные — 8
Усыновлены — 3

### Всего
Сорокины воспитали 85 детей (83 приемных и двое родных);
У Сорокиных 62 внуков, 3 правнуков;
Детей создали семью — 34;
С опекой — 36 детей; Удочерено — 2; Усыновлено — 6; Без опеки — 30; Рождено — 2;
Утрачена связь с 6 приемными детьми;
16 детям найдены родственники.
За все эти годы сыграно 36 свадеб.
У более половины детей сняты диагнозы.
Пик детей одновременно — 23 человека (был в 1989—1990 годах).

### Лечение
Всего 50 операций. Из них:
12 челюстно-лицевых при полной материальной и организационной поддержке А. Лиханова (всего 28, 16 из которых проводились в Ростове-на-Дону в гор. больнице № 20 Натальей Васильевной Новосядлой).
6 платных операций на глазах в клинике Федорова в Москве, для чего были проданы по цене операций 2 раритетных микроавтобуса «БАРКАС», подаренные Рольфом Рёмером в 1992 г.
7 операций мочеполовой системы
4 хирургических (аппендицит, грыжа)
4 лор-операции (аденоиды, гланды, искривление перегородки носа)

### Прочие факты
Всем молодожёнам родители подыскивают свой угол для жилья, покупая и ремонтируя с помощью взрослых детей комнаты или квартиры в поселке или г. Аксае, других близлежащих селах и деревнях. В августе 1997 г. писатель Анатолий Калинин пригласил Сорокиных к себе. Подарил им свою книгу.
Российский Детский Фонд приглашал Сорокиных в декабре 1997 года на своё десятилетие. Там же они из рук Патриарха Московского и Всея Руси Алексия II получили Орден святого благоверного царевича Димитрия «За дела милосердия» — за вклад в дело воспитания детей-сирот семейный, на двоих.
В 2003 году 26 февраля супруги Сорокины награждены персонально В. Г. Казанцевым медалью ордена «За заслуги перед Отечеством» II степени. Вручение происходило в молодёжном театре. В этот день отцу Татьяны Васильевны исполнилось 80 лет, он был с ними на вручении награды.
В январе 2005 Сорокина Татьяна Васильевна стала лауреатом премии Президента в области образования за 2003 год. Торжественная церемония состоялась в ноябре в Доме Правительства. Лауреатов по всей России было 150, от Ростовской области — она одна. Награду вручал заместитель председателя Правительства Российской Федерации Жуков А. Д.
В мае 2007 года приемная семья Сорокиных была удостоена международной премии «Золотое сердце». Статуэтку в музыкальном театре имени Станиславского и Немировича-Данченко. им вручила Софи Лорен.
15 октября 2008 года — государственной наградой «орден Почета» — «за материнскую любовь и отцовскую заботу», персонально из рук Дмитрия Медведева, как самой многодетной приёмной семье России.
От имени Главы Аксайского района В. И. Борзенко Сорокиной Т. В. на празднике, посвященном 25-летию создания приемной семьи Сорокиных вручены памятный знак «Аксайский район» и Благодарственное письмо.
В феврале 2008 года Сорокиным была вручена премия «Россиянин года» (одна на двоих).
В 2009 году Сорокины взялись купить своим троим приёмным детям — Максиму, Михаилу и Александре — квартиры. Для этого продали свою трёхкомнатную квартиру в Аксае и также использовали для этой же цели часть президентской премии.
В 2012 году в Белгороде Сорокины получили премию фонда «Поколение» «Родительский рекорд — 2012» за победу в номинации «Открытое сердце», как самая многодетная приёмная семья в России.
В этом же 2012 году Российский Детский Фонд удостоил Сорокиных премией «Благородному родительству — благодарное детство».
В 2013 году Татьяна Васильевна получила Благодарственную Грамоту от митрополита Ростовского и Новочеркасского, Главы Донской митрополии — Меркурия.
В 2014 году о Сорокиных сняла Документальный фильм Татьяна Кожурина. А также о Сорокиных сняла передачу Светлана Сорокина.
5 Февраля 2016 года Татьяна Васильевна стала героиней ток-шоу «Мужское/Женское» («Чужих детей не бывает») на Первом канале благодаря А. Лиханову и Л. Крыжановской.
Из пятерых детей в семье отца Татьяны Васильевны, трое имеют свои приёмные семьи.
Примеру Сорокиных последовали Иевлевы (глава семьи — родной брат Татьяны Сорокиной; награждены орденом «За Заслуги перед Отечеством» II степени. Всего воспитано 25 детей, некоторые инвалиды).
Кулишкины (мать Анна — родная дочь Сорокиных. Всего воспитано 15 детей. Сейчас воспитывается 10 детей).
Шибинские из станицы Багаевской, Недотюковы из посёлка Красный, Аксайского района Ростовской области и десятки семей по всей России.
Первый приёмный ребёнок Сорокиных — Александра — сама стала многодетной матерью, родила и воспитывает пятерых детей.
Сорокины стараются помочь и другим многодетным семьям. Ездили, например, в Кашарский район, к Татьяне Васильченко. У неё личная жизнь не сложилась, муж ушёл, так она взяла на воспитание семерых ребят и счастлива. Жизнь наполнилась новым смыслом. Но так как мужчины у неё в доме нет, мальчишки ещё не подросли, мы, Сорокины, ездили им помогать починить электропроводку.
Сорокины дружат со многими приёмными семьями из Ростова, Таганрога, Октябрьского и Морозовского районов, Цимлянска, Красного Сулина, Гуково.
Сорокины судились с некоторыми матерями. С одной из них — Нелли Красиковой — они судились из-за алиментов на содержание детей, которые та не выплачивала. Красикова не могла их платить, но Сорокины узнали, что за ней числится земельный участок, а поскольку существует закон, согласно которому детям-сиротам и детям, оставшимся без попечения родителей гарантируется право собственности на земельные участки родителей, пытались отсудить у неё участок для пользования её же собственными детьми.
Альберт Лиханов снял о Сорокиных фильм «Добросердечие» из цикла «Уроки нравственности».
О Сорокиных написано сотни публикаций в местных, российских и зарубежных газетах.
Многие дети у Сорокиных от неблагополучных родителей. Татьяна Васильевна не скрывает, что плохая генетика порой берет верх. Трое из её воспитанников сидели в тюрьме. Один попался на разбое, второй — на воровстве, третий, Сергей, «сел ни за что». По словам многодетной мамы, ростовские милиционеры повесили на парня уголовное дело о грабеже, чтобы получить взятку. Денег у Сорокиных не нашлось, и юноша сел на 5 лет. — Когда вернулся из тюрьмы, расплакался, — рассказывает Татьяна Васильевна, — а о помощи попросить не смеет. Одели мы его, обули, работает сейчас проводником на железной дороге. К сожалению, есть у Сорокиных и воспитанники, не преодолевшие наследственную тягу к алкоголю. 36-летний Илья до сих пор живёт с ними, руки у него золотые и зарабатывает он хорошо, но пропивает все до последнего рубля. — Недавно у меня день рождения был, — говорит Татьяна Васильевна. — Я его просила: сделай, сыночек, мне подарок — брось пить. Так он за столом даже не пригубил. Детей-эгоистов Татьяна Васильевна тоже считает своей неудачей. Несмотря на то, что Сорокины воспитываются в коллективе, некоторые дети считают себя лучше других и требуют к своей персоне повышенного внимания.

## Спонсоры и помощь
С 1992 года Сорокиным помогал Рольф Рёмер и его супруга — Аннекатрин Бюргер. Рольф случайно узнал о Сорокиных, приехал и снял о них фильм, вышедший в Германии. А началось их знакомство так. Однажды Сорокины получили из Германии посылку с гуманитарной помощью, подготовленной Рольфом на деньги, собранные с прокатов фильмов и решили поблагодарить незнакомых дарителей. Каждый ребёнок написал по открытке. Родители приложили письмо с рассказом о семье, отправили и забыли об этом. Но изумленные немцы, отправляющие в Россию гуманитарную помощь и никогда не получавшие за это благодарственных писем, решили подружиться с русской семьей. Супруги с тех пор не забывали и даже изредка навещали Сорокиных. В 1993-году Рольф пригласил супругов Сорокиных с двумя детьми в Германию на премьеру фильма об их семье. Там они гостили 10 дней у него дома. Но в 1998 году с Рольфом произошёл несчастный случай и так Сорокины утратили связь с этой семьёй.
Сорокиным помогает фирма «Эмпилс» из Ростова-на-Дону. В декабре 1992 г. к Сорокиным приехали работники завода «Эмпилс» с подарками. Подарили корову (которая вскоре проглотила гвоздь и была зарезана на мясо), холодильник, много еды, игрушки и прочее. «Эмпилс» хотели даже построить Сорокиным дом, но в договоре было указано, что когда дети вырастут, дом Сорокины должны вернуть «Эмпилсу», и поэтому Сорокины от «подарка» отказались. Потом Сорокины ездили в Москву и они бесплатно выделили им автобус. На 15-летие первый раз Сорокиным дали 100 кг разных красок для ремонта дома. Также им выделяли краску на 20 и 25-летия. Однако Сорокины делятся ею и с другими приёмными семьями, а также со своими взрослыми приемными детьми.
Российский Детский Фонд помогал Сорокиным бесплатно лечить детей в Москве в клинике челюстно-лицевых болезней. Альберт Лиханов помогал определить детей в клинику без проволочек, оказывал всю необходимую материальную помощь. По инициативе РДФ Сорокины получили в 2001 году от Президента РФ Путина В. В. 180 тысяч рублей на капитальный ремонт дома.
В 2003 году, когда Сорокины решили устранить у некоторых своих воспитанников стоматологические дефекты, они обратились к ростовскому врачу-стоматологу, в те годе молодому специалисту Ирине Альбертовне Струковой. За лечение требовалось как минимум 30 тысяч на каждого ребёнка, а потом ежемесячно за подгонку и настройку ещё по 3000 руб. От государства им пообещали собрать за три месяца аж тысячу рублей. Ирина Альбертовна узнав, кто её пациенты, сказала, что преклоняется перед их приемными родителями и денег с них не возьмет. И в течение 5 лет бесплатно оказывала детям дорогостоящие стоматологические услуги.
6 февраля 2004 года благотворительный фонд «Надежда по всему миру» в малом зале Ростовской областной филармонии организовал 15-летие Сорокиных. Благотворительный фонд «Надежда» устраивает раз в месяц детям праздники Дней рождения. Привозят пару тортов, чай, сахар, немного фрукты, именинникам дарят подарки: канцтовары, игрушки. Благотворительный фонд проводит культурно-спортивный фестиваль «Надежда» на левом берегу Дона в детском лагере «Дружба» для детей-сирот, детей с ограниченными возможностями, воспитанников детских домов и приемных семей, в котором принимают участие и Сорокины. А также дарят детям бесплатные билеты в театры на детские представления, один раз водили всех детей в цирк. Сорокины дружат с ними с конца 2002 года. 26 октября 2013 года добровольцы фонда провели у Сорокиных тематический субботник. А 15 февраля 2014 года фонд организовал у Сорокиных «игровую ярмарку», на которой добровольцы играли в новые и уже полюбившиеся настольные игры.
Поздравить Сорокиных приехали родители-воспитатели из других СДД, представители законодательного собрания РО, администраций Аксайского р-на и посёлка Рассвет, регионального отделения «Союза женщин России», Министерства образования, врачи 20-й ГБ, спонсоры ЗАО «Эмпилс» и авиакомпании «Карат». На празднике Сорокиным подарили новые книги для домашней библиотеки, годовой запас витаминов, медикаментов, авиабилеты в любую точку России, а также немалый денежный презент.
На мероприятии Сорокиным вручил почётную грамоту Законодательного собрания РО председатель комитета по молодёжной политике, связям с политическими партиями, общественными объединениями, казачеством и межпарламентскому сотрудничеству Н. В. Шевченко. А. Лиханов прислал Сорокиным телеграмму поздравления с юбилеем. Также на мероприятии присутствовала начальник управления ЗАГСов Г. Г. Слюсарева, врачи Дворца здоровья, некоммерческая организация «Эра милосердия» и др. Также на мероприятии присутствовали СДД из Багаевского р-на и из хутора Красный (Недотюковы).
На 15-летие РДФ в 2002 году Сорокины были приглашены в Москву.[182] Организацией поездки занималась Людмила Николаевна Петрашко. Мероприятие проходило в колонном зале Дома Союзов. На мероприятии Сорокиным были подарены аудиомагнитофоны от торговой фирмы «М-Видео». Также авиакомпания «Карат» подарила Сорокиным 3 билета Ростов-Москва в оба направления, благодаря которым Сорокины отвезли детей на послеоперационное обследование в Москву.
Сорокиным вот уже несколько лет помогает Храм Всех Святых, в земле Российской просиявших. Они приглашают всю семью на большие православные праздники в храм, где детям готовят угощения и подарки. В 2013 и 2014 годах Сорокиным дарили овощи, пожертвованные областными предпринимателями храму. Проводили экскурсии с детьми в храмы и монастыри области. На Рождество 3 года подряд возили детей своим транспортом в публичную библиотеку на Рождественские концерты и фильмы. Познакомили Сорокиных с работниками фабрики «Кондитерские Изделия Морозова», которые каждые два месяца привозят Сорокиным сладости. Ими Сорокины делятся и с другими приёмными семьями и семьями своих взрослых приёмных детей.
В ПТУ № 57 учились многие Сорокины и все бесплатно.